# Lake Tiriroto
Lake Tiriroto är en sjö i Cooköarna (Nya Zeeland). Den ligger i den nordöstra delen av landet på ön Atiu.